# 莱德河畔蒙塔尼亚克
萊德河畔蒙塔尼亚克（法語：Montagnac-sur-Lède，法語發音：[mɔ̃taɲak syʁ lɛd]）是法国洛特-加龙省的一个市镇，属于洛特河畔新城区。

## 地理
莱德河畔蒙塔尼亚克（44°32'30"N, 0°50'39"E）面积19.55 平方千米，位于法国新阿基坦大区洛特-加龍省，该省份为法国西南部内陆省份，北起多爾多涅省，西接吉倫特省和朗德省，南至热尔省，东临塔恩-加龙省和洛特省。
与莱德河畔蒙塔尼亚克接壤的市镇（或旧市镇、城区）包括：加沃丹、拉科萨德、蒙弗朗坎、蒙塞居尔、波利亚克、萨勒。

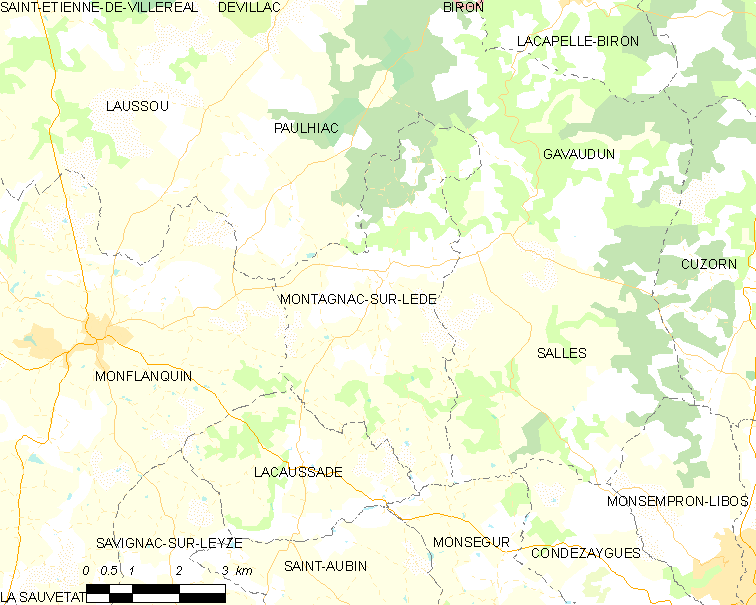
莱德河畔蒙塔尼亚克的OSM定位图

莱德河畔蒙塔尼亚克的时区为UTC+01:00、UTC+02:00（夏令时）。

## 行政
莱德河畔蒙塔尼亚克的邮政编码为47150，INSEE市镇编码为47181。

## 政治
莱德河畔蒙塔尼亚克所属的省级选区为上阿日奈-佩里戈尔县。

## 人口

1962-2008年间莱德河畔蒙塔尼亚克人口变化图示

莱德河畔蒙塔尼亚克于2022年1月1日时的人口数量为271人。